# Кеннеди, Кэрри
Мэри Кэрри Кеннеди (англ. Mary Kerry Kennedy; род. 8 сентября 1959) — американская правозащитница и писательница. Она является президентом некоммерческой правозащитной организации Центра по правам человека Роберта Ф. Кеннеди.

## Ранние годы
Кеннеди родилась 8 сентября 1959 года в Вашингтоне, округ Колумбия. Она является седьмым ребёнком и третьей дочерью Роберта Ф. Кеннеди и Этель Скейкел Кеннеди. Через три дня после её рождения её отец подал в отставку с поста главного советника комитета Сената США по ненадлежащим действиям в сфере труда и управления, чтобы управлять предвыборной кампанией своего брата на пост президента США.
В возрасте 3 лет она снялась в документальном фильме Роберта Дрю 1963 года «Кризис: за президентское обязательство», передавая в этом фильме привет чиновнику Министерства юстиции США Николасу Катценбаху по телефону из офиса её отца, Роберта Ф. Кеннеди, тогдашнего генерального прокурора. Её отец был убит в 1968 году. Она является выпускницей школы Патни и Университета Брауна и получила степень доктора юридических наук на юридическом факультете Бостонского колледжа.

## Деятельность
С 1981 года Кеннеди работала активистом по правам человека, возглавляя делегации в таких местах, как Сальвадор, Сектор Газа, Гаити, Кения, Северная Ирландия и Южная Корея. Она также была занималась защитой прав человека в Китае, Индонезии, Вьетнаме, Индии, Судане и Пакистане.
Она стала президентом Центра по правам человека Роберта Ф. Кеннеди в 1988 году и до 1995 года была исполнительным директором Мемориала Роберта Кеннеди. Она является почетным президентом Европейского фонда Роберта Кеннеди, базирующегося во Флоренции (Италия). Она также является председателем Международного совета лидеров Amnesty International и была автором статей в «The Boston Globe» и «The New York Times». Кеннеди также работает в Консультативном совете Колумбийского центра по устойчивым инвестициям при Колумбийском университете.
В 2017 году Кеннеди получила медаль за социальную активность от Всемирного саммита лауреатов Нобелевской премии мира в Боготе, Колумбия, за «ее плодотворные усилия в отношении общин во всем мире в результате её пожизненной преданности делу достижения равного правосудия».
Кеннеди является редактором книги «Быть католиком в наше время», где известные американцы говорят об изменениях в церкви и поисках смысла. В книгу вошли эссе известных католиков, в том числе Нэнси Пелоси, Коуки Робертс, бывшего кардинала Маккаррика, Тома Монахана, Билла О’Рейли, Дорис Кернс Гудвин, Дуга Бринкли и других.
В 2018 году Кеннеди опубликовал книгу «Роберт Ф. Кеннеди: Рябь надежды». Книга содержит интервью с известными личностями, чьи жизни и карьера пересекались с жизнью Роберта Ф. Кеннеди: Тони Беннетт, Гарри Белафонте, Боно, Барак Обама, Джон Льюис, Глория Стейнем и Мэриан Райт Эдельман.

### Правозащитная работа
Мэри Кеннеди начала работать в области прав человека в 1981 году в качестве стажера в Amnesty International, где она расследовала злоупотребления, совершенные сотрудниками иммиграционной службы США в отношении беженцев гражданской войны в Сальвадоре.
Более тридцати лет она работала над различными вопросами прав человека, таких как права детей, запрет на детский труд, рабство и похищения людей, земельные права коренных народов, независимость судебной власти, свобода выражения мнений, этническая преступность, неспособности привлечь виновных в нарушениях прав человека к правосудию и защита окружающей среда. Она сконцентрировалась конкретно на правах женщин, в частности убийствах чести, сексуальном рабстве, домашнем насилии, дискриминации на рабочем месте и сексуальном насилии . Она работала в более чем 60 странах и возглавляла сотни делегаций по правам человека.
В 1986 году Кеннеди учредила Центр партнёров по правам человека Роберта Ф. Кеннеди для обеспечения защиты прав, закрепленных в Декларации прав человека ООН. Центр партнёров по правам человека Роберта Ф. Кеннеди оказывает поддержку правозащитникам по всему миру. Центр проводит расследования по вопросам нарушения прав человека, призывает Конгресс и администрацию США уделять особое внимание правам человека во внешней политике и снабжает правозащитников ресурсами, необходимыми для продвижения их работы. Кеннеди также основала RFK Compass, которая занимается инвестированием для устойчивого развития вместе с лидерами финансового сообщества. Она основала Учебный институт RFK во Флоренции, Италия, который предлагает курсы обучения для ведущих правозащитников по всему миру.
Кеннеди является автором книги «Говори правду власти: правозащитники, которые меняют наш мир», в которой представлены интервью с правозащитниками, такими как Мариана Райта Эдельмана, Далай-лама, архиепископ Десмонд Туту, Эли Визель. Эта книга была переведена на 6 языков, и была адаптирована в пьесу Ариэля Дорфмана.
Кеннеди является председателем Совета лидеров Amnesty International США. Назначенная президентом Бушем и утвержденная Сенатом, она входит в совет директоров Института мира Соединённых Штатов, а также в Human Rights First и Inter Press Service.

### Реформа освобождения под залог
Кеннеди — давний активист реформы освобождения под залог в США. Её деятельность включает в себя кампании в поддержку общественных залоговых фондов, таких как «Защитники Бронкса», а также прямую активность в предоставлении средств под залог для несовершеннолетних, находящихся в предварительном заключении в учреждениях для взрослых по всей стране.
Кеннеди подвергла критике обращение с нью-йоркским подростком Калифом Браудером во время его длительного содержания под стражей до суда на острове Рикерс. Это включало видеозаписи охранников, которые избивали Браудера, отказывали в еде и отказывали в медицинской помощи. В 2016 году Кеннеди провела кампанию за принятие, т. н. «закона Калифа», который гарантировал бы быстрые судебные процессы над обвиняемыми, содержащимися в предварительном заключении. 9 июня 2016 года Ассамблея штата Нью-Йорк приняла закон «закона Калифа». В 2016 году Сенат штата Нью-Йорк не проголосовал за этот закон, и он был вновь введен сенатором штата Дэниелом Л. Эскадроном во время законодательной сессии 2017—2018 годов.
21 июня 2017 года Кеннеди через Фонд Роберт Ф. Кеннеди внесла залог в размере 100 000 долларов США за 17-летнего Педро Эрнандеса, который провел более года в предварительном заключении на острове Рикерс в связи с расследованием. Эрнандес стал символом реформы освобождения под залог после обширного сообщения о его заключении обозревателем Daily News Шоном Кингом.
Первоначально залог Эрнандеса был установлен на уровне более 250 000 долларов, но эта сумма была снижена до 100 000 долларов после того, как Фонд Роберта Ф. Кеннеди не оспорил, что такая высокая сумма была непропорциональной. Менее чем через неделю после освобождения Эрнандеса прокурор округа Бронкс Дарсел Д. Кларк объявил, что больше не будет заниматься делом Эрнандеса. 9 октября 2018 года все оставшиеся обвинения против Эрнандеса были сняты при условии, что он будет посещать колледж.

### Кампания «Break Bread, Not Families»
21 июня 2018 года в ответ на решение президента Дональда Трампа о введении политики, т. н. «нулевой терпимости» в отношении разлучения семей мигрантов, незаконно въезжающих в Соединённые Штаты, Кеннеди присоединилась к общественной кампании «Break Bread, Not Families» (переводится как «Ломай хлеб, а не семьи») по помощи семьям мигрантов.
23 июня 2018 года участники кампании «Break Bread, Not Families» провели молитвенное службу в американском пограничном городке Макаллен, штат Техас. Участники кампании призвали поститься в течение 24 часов, а затем передать пост другому общественному деятелю. Среди участников были: бывший министр жилищного строительства и городского развития США Джулиан Кастро, сенатор Соединённых Штатов Эд Марки, женщины-конгрессмены Роза Де Лауро, Барбара Ли и Энни Маклейн Кастер, конгрессмен Джозеф П. Кеннеди III, а также актёры, как Айша Тайлер, Альфре Вудард, Джулия Робертс, Лена Данхэм и Эван Рэйчел Вуд.
Кеннеди присоединилась к протестующим у Центра задержания Урсулы, где они временно заблокировали отъезд автобуса детей-иммигрантов.
На следующий день Кеннеди и Долорес Уэрта провели митинг возле федерального иммиграционного лагеря в Торнильо, штат Техас, в знак солидарности с 2400 детьми-иммигрантами в таких учреждениях, как Торнильо. 18 июля 2018 года представитель по правам человека Фонда Роберта Ф. Кеннеди Макс Бернс сообщил, что кампания собрала «почти 40 000 долларов для поддержки разлученных семей, которпые разыскивают своих детей от более чем 650 доноров».

## Личная жизнь
С 1990 по 2005 год Кеннеди была замужем за политиком Эндрю Куомо. У них есть три дочери — двойняшки Кара Этель Кеннеди-Куомо и Мэрайя Матильда Кеннеди-Куомо (род. 1995) и Микаэла Андреа Кеннеди-Куомо (род. 1997). Во время нахождения в браке Кеннеди была известна как Кэрри Кеннеди Куомо.

## Критика

### Судебный процесс против корпорации Chevron
В 1993 году Texaco (принадлежит компании Chevron) обвинили в сбросе тысяч тонн токсичных отходов в район амазонских лесов. Компания потратила $40 млн на проведение очистительных работ, и в 1998 году правительство Эквадора признало эти меры достаточными и сняло ответственность с компании. Однако взятые в том же году учёными пробы воды и почвы показали опасные уровни углеводородов в половине проб. В 2003 году местные жители подали против компании Chevron иск в эквадорский суд на сумму $28 млрд. Адвокаты эквадорских истцов, участвующих в длительном судебном процессе против корпорации Chevron за ущерб окружающей среде и здоровью человека на нефтяном месторождении Lago Agrio, пригласили для участия в судебном процессе и наняли Кеннеди для связи с общественностью. Она поехала в Эквадор в 2009 году, после чего она раскритиковала Chevron в своей статье для Huffington Post. Однако в статье она не упомянула, что она имеет финансовые связи с истцами, и этот факт не был обнародован до 2012 года. Главный американский адвокат истцов, по сообщениям СМИ, заплатил Кеннеди 50 000 долларов США в феврале 2010 года, а юридическая фирма истцов заложила в бюджет 10 000 долларов в месяц на её услуги. Кеннеди заявила, что ей заплатили скромную плату за её время, которое она потратила на дело, но отрицала, что она имела какой-либо финансовый интерес к исходу.

### Судебный процесс о неосторожном вождении в округе Вестчестер
В июле 2012 года Кеннеди якобы сбила тракторный прицеп на шоссе 684 в округе Вестчестер. Утром 13 июля 2012 года Кеннеди была найдена в её белом Лексусе. В полицейском отчете говорится, что у Кеннеди были проблемы с речью, она покачивалась и сказала сотруднику полиции, что она могла случайно принять снотворное ранее в тот же день. В суде 17 июля 2012 года Кеннеди заявила, что в ходе проверки её анализов крови у неё не было обнаружено следов наркотиков, и что её врач полагал, что у неё случился приступ. Кеннеди не признала себя виновным в вождении автомобиля с нарушениями. Кеннеди была обвинена полицией штата в том, что он покинула место происшествия. В токсикологическом отчете, поданном 25 июля 2012 года, говорится, что во взятом образце её крови нашли золпидем. Тогда Кеннеди опубликовала заявление, в котором частично говорится: «Результаты, которые мы получили сегодня из округа Вестчестер» лаборатория показала следы снотворного в моей системе, поэтому теперь кажется, что мой первый инстинкт был верным. Я глубоко сожалею о всех тех, кому я угрожала опасностью в тот день, и я чрезвычайно благодарна за поддержку, которую я получила за последние две недели". Кеннеди сказала, что ничего не помнила после въезда на шоссе, прежде чем она оказалась на светофоре с полицейским у её машины
23 января 2014 года судья Роберт Нори постановил, что дело против Кеннеди должно рассматриваться в суде. Судья признал, что Кеннеди не является типичным обвиняемым по уголовным делам. Несмотря на это, судья заявил, что отказ от дальнейшего расследования может привести общественность к убеждению, что существуют две системы правосудия: одна для богатых и влиятельных, а другая для всех остальных. 20 февраля 2014 года начался отбор присяжных для её суда. Кеннеди не была в тот момент в США, а вместо этого находилась в Западной Сахаре, занимаясь защитой прав человека. Шестьдесят два человека были опрошены в рамках этого дела. Сестра Кэрри Кеннеди Рори и их мать Этель присутствовали в зале суда во время суда. Этель была в инвалидной коляске в здании суда округа Вестчестер, и её сопровождал Роберт Ф. Кеннеди-младший. Рори заявила, что у её сестры репутация трезвости и здорового образа жизни. Адвокат Кеннеди Джеральд Лефкорт высказался перед присяжным, что, хотя Кеннеди не ожидала, что её известное имя даст ей какие-либо преимущества, Кеннеди не должна быть наказана за это , потому что Кеннеди попала в автомобильную аварию за 18 месяцев до инцидента, после чего получила травму головы, которая требовала лекарств.
Кеннеди была оправдана 28 февраля 2014 года. "Вы должны задаться вопросом, почему это злонамеренное обвинение было возбуждено. Это всё из-за того, кем является подсудимая? Они признают, что это было случайно, и тем не менее ведут это дело. Я нахожу это очень удручающим", — сказал адвокат Кеннеди Лефкорт после вердикта суда. Прокуроры защищали свои действия так: «Это дело ничем не отличалось от других», — сказал Люсьен Чалфен, пресс-секретарь окружного прокурора Вестчестера. 3 марта 2014 года Кеннеди появилась на канале NBC Today и раскритиковала округ Уэстчестер за судебное преследование людей, которые окружной прокурор и полиция считают невиновными в совершении преступления, однако, из-за регламента округа, требующего рассмотрения всех дел, происходящее.